# Кубок Хорватии по футболу 1992
Кубок Хорватии по футболу 1992 (хорв. Hrvatski nogometni kup 1992) — первый розыгрыш Кубка Хорватии по футболу.

## 1/4 финала
| Команда 1       | Итог | Команда 2    | 1-й матч | 2-й матч |
| --------------- | ---- | ------------ | -------- | -------- |
| Риека           | 1:1  | Хайдук Сплит | 0:0      | 1:1      |
| ХАШК Граждански | 7:0  | Ровинь       | 6:0      | 1:0      |
| Инкер Запрешич  | 3:1  | Осиек        | 2:0      | 1:1      |

## 1/2 финала

### Первые матчи
| Инкер Запрешич                                            | 5:0   | Кроация Джяково |
| --------------------------------------------------------- | ----- | --------------- |
| Милетич 8′ · Чало 26′, 75′ · Цветкович 39′ · Живкович 39′ | отчёт |                 |

| Риека                           | 2:1   | ХАШК Граждански  |
| ------------------------------- | ----- | ---------------- |
| Павличич 30′ · Вулич 40′ (пен.) | отчёт | Аджич 26′ (пен.) |

### Ответные матчи
| Кроация Джяково | 1:2   | Инкер Запрешич                  |
| --------------- | ----- | ------------------------------- |
| Мршич 15′       | отчёт | Цветкович 41′ · Омрчен-Чеко 69′ |

| ХАШК Граждански                   | 2:1   | Риека                            |
| --------------------------------- | ----- | -------------------------------- |
| Аджич 7′ · Влаович 12′            | отчёт | Вулич 65′                        |
| Пенальти                          |       |                                  |
| Аджич · Панадич · Влаович · Ладич | 3:1   | Грубор · Вулич · Шарич · Шкерянц |

## Финал

### Первый матч
| Инкер Запрешич | 1:1   | ХАШК Граждански |
| -------------- | ----- | --------------- |
| Живкович 78′   | отчёт | Аджич 89′       |

### Ответный матч
| ХАШК Граждански | 0:1   | Инкер Запрешич |
| --------------- | ----- | -------------- |
|                 | отчёт | Касумович 19′  |